# Exoprosopa hulli
Exoprosopa hulli är en tvåvingeart som beskrevs av Joseph Hannum Painter 1930. Exoprosopa hulli ingår i släktet Exoprosopa och familjen svävflugor. Inga underarter finns listade i Catalogue of Life.